# Occhiali per polli

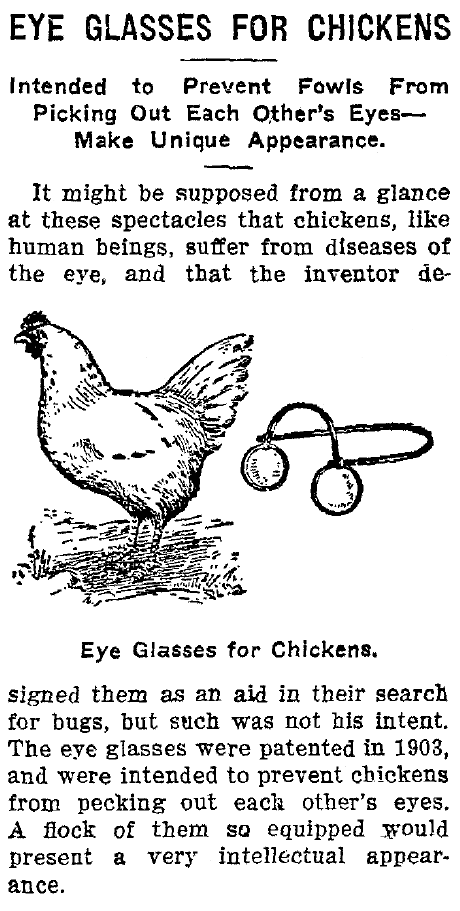
Pagina dello Spirit Lake Beacon del 1911 sugli occhiali per polli

Gli occhiali per polli, noti anche con altri nomi, erano piccoli occhiali realizzati per ridurre l'aggressività dei polli. Differiscono dai paraocchi per il fatto che permettono all'uccello di guardare in avanti. Una varietà utilizzava lenti color rosa/rosso poiché si pensava che la colorazione impedisse al pollo che le indossava di riconoscere il sangue, fattore che aumenterebbe la tendenza all'aggressività e ad altri comportamenti dannosi dell'animale. Furono prodotti in serie e venduti in tutti gli Stati Uniti all'inizio del XX secolo.

## Descrizione e scopo
Gli occhiali per polli erano spesso realizzati in celluloide o alluminio e in genere consistevano in due pannelli ovali che si incastrano sul becco superiore del pollo. Un perno veniva messo attraverso la narice per tenere in posizione i pannelli. Furono prodotti in diverse forme, le quali dovevano comunque garantire agli occhiali abbastanza trazione da poter rimanere agganciati alla testa del pollo.  Alcuni erano tenuti saldi da un cinturino, altri da piccoli ganci nelle narici ed altri ancora perforando il setto osseo tra le narici con una coppiglia (pratica illegale in alcuni paesi).
Questi occhiali venivano prodotti con lenti di diversi colori e diversa opacità, a seconda delle necessità dei proprietari. Altri invece erano veri e propri paraocchi opachi che impedivano completamente la visione. Lo scopo degli occhiali per polli era prevenire comportamenti aggressivi, cannibalismo e lo strappo delle piume di altri individui.
Gli occhiali da pollo sono un'alternativa al taglio del becco, pratica che prevede la rimozione di circa un terzo del becco con una lama fredda o riscaldata (o un raggio infrarosso), eseguita di solito quando i pulcini hanno 1 giorno di età. Questo è spesso efficace nel ridurre le lesioni da beccata, ma provoca dolore e ha effetti significativi sul benessere del pollo.

### Lenti rosse
Le lenti colorate di rosa/rosso erano considerate efficaci nel ridurre l'aggressività rendendo incapaci i polli di distinguere il colore del sangue. Come riassunto in un articolo del 1953 sul quotidiano National Road Traveller dell'Indiana "Le lenti di plastica color rosa intenso rendono impossibile al pollo di vedere il sangue sugli altri polli, sebbene gli consentano di vedere il grano sul terreno".
Elmer Haas della National Band & Tag Company, uno dei maggiori produttori di occhiali da pollo color rosa, il cui nonno aveva ideato "telai in filo metallico per polli" nel 1902, spiega che il presunto di mascheramento del sangue della colorazione delle rose è un mito affermando che: "l'azienda produce gli occhiali color rosso per assecondare i proprietari di polli, che in realtà sono daltonici". In realtà, i polli, come altri uccelli, hanno una buona visione dei colori.

## Storia

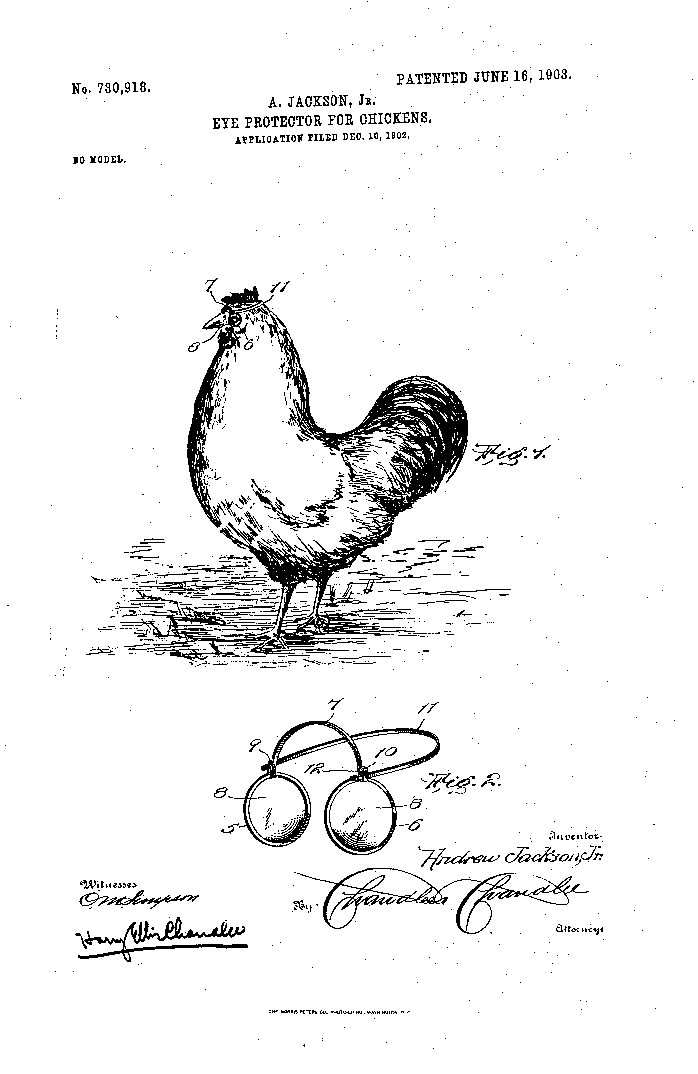
Dettaglio del brevetto del 1903 depositato da Andrew Jackson Jr.

Un tipo di occhiali da pollo è stata brevettata per la prima volta nel 1903 da Andrew Jackson Jr. di Monaco, nel Tennessee, come "protezione oculare per polli". Negli Stati Uniti erano disponibili presso la società di vendita per corrispondenza Sears-Roebuck, o nei negozi di mangime per polli per pochi centesimi. Gli occhiali non vengono più prodotti dalla National Band & Tag Company, ma sono ricercati come oggetti da collezione.
L'uso di occhiali da pollo era ancora praticato nel 1973, come dimostra un rapporto del quotidiano The Hawk-Eye dell'Illinois, secondo cui un contadino aveva 8000 polli muniti della varietà color rosa. Un inventore di dispositivi di questo tipo ha proposto una legge in Kansas per imporre a tutti i polli dello Stato di essere dotati di occhiali, ma la sua campagna non ha avuto successo.